# Långå
Långå är en bebyggelse i Hede distrikt (Hede socken) i Härjedalens kommun. Långa klassades från 1900 till 2015 av SCB som en småort, men 2020 understeg antalet bosatta 50 och den avregistrerades som småort. Långå ligger i Ljusnans dalgång, strax väster om Hede, längs den gamla kommunikationsleden genom Härjedalen. Långå är känt för den försvarshistoriska fästningen, Långå Skans, med anor från 1600-talet och för sitt sportfiske, "Långåfisket". Efter ett omfattande restaureringsarbete återställdes strömsträckorna i Långåljusnan som varit hårt drabbade av flottledsrensningar och kraftutbyggnad. Ån är nu "längre" sedan böjar och krokar återställts, vattenvolymen är större genom djuphålor och sänkor, syrehalten har ökat genom anlagda forssträckor, fiskar, insekter och andra vattenlevande organismer har fått nytt livsutrymme och biflöden har åtgärdats som reproduktionslokaler för områdets ursprungliga fiskarter.

## Ortnamnet
Långå skrevs "Langhae" 1506. Älvens utseende var tidigare ett annat än nu, bland annat med ett större spakvatten på ömse sidor om Ljusnan, där byn ligger. Vid höga vårfloder bildades en ave, ett vattendränkt, gräsbärande lågland. Detta fick namnet langave, som med tiden förändrats till Långå.

## Historia
I Långå har människor bott och verkat i mer än 4 000 år. Om detta vittnar flera fornlämningar, däribland fyra tusen år gamla hällmålningar i berget Hovden strax väster om byn.
Under en tid i slutet av sextonhundratalet låg tullstationen (mot Norge) i Långå och Långå Gästis har gamla anor som gästgiveri för resande.

### Långå skans
Efter freden i Brömsebro 1645 byggdes Långå skans omkring 1658. Det var en av de starkaste fästningarna i dåtidens gränsförsvar västerut och en del av det fortifikationssystem som infördes under sextonhundratalets senare hälft. Skansen raserades av norska trupper och fick därefter förfalla för att åter byggas upp för gränsförsvaret västerut och stod färdig år 1700. Fortfarande finns de imponerande jordvallarna väl bevarade i den stjärnformiga skansen som iståndsattes 1809 för tredje och sista gången. Till skansen hörde egen begravningsplats. Sedan 2020 finns en sten rest till minne av de fyrtio soldater som är begravda där, Den Okände Soldatens grav. Två av skansens officerare, Björk och Asp, är begravda vid Kappöle, strax öster om Långå by.

### Befolkningsutveckling
| Befolkningsutvecklingen i Långå 1960–2015                        | Befolkningsutvecklingen i Långå 1960–2015 | Befolkningsutvecklingen i Långå 1960–2015 | Befolkningsutvecklingen i Långå 1960–2015 | Befolkningsutvecklingen i Långå 1960–2015 |
| ---------------------------------------------------------------- | ----------------------------------------- | ----------------------------------------- | ----------------------------------------- | ----------------------------------------- |
|                                                                  |                                           |                                           |                                           |                                           |
| År                                                               |                                           |                                           | Folkmängd                                 | Areal (ha)                                |
| 1960                                                             | 1960                                      |                                           | 168                                       | ¤                                         |
| 1990                                                             | 1990                                      |                                           | 85                                        | 36#                                       |
| 1995                                                             | 1995                                      |                                           | 62                                        | 38#                                       |
| 2000                                                             | 2000                                      |                                           | 66                                        | 39#                                       |
| 2005                                                             | 2005                                      |                                           | 62                                        | 38#                                       |
| 2010                                                             | 2010                                      |                                           | 66                                        | 38#                                       |
| 2015                                                             | 2015                                      |                                           | 59                                        | 38#                                       |
| Anm.: ¤ Som tätortsbebyggelse med 150-199 invånare # Som småort. |                                           |                                           |                                           |                                           |

## Näringsliv
Orten präglas av jord- och skogsbruk, men är också sedan början av 1900-talet en semesterort med bland annat jaktmarker och fiskevatten. 
Omfattande elproduktion sker dels vid Långå kraftverk som nyttjar vattenkraft från regleringsmagasinen Lossen och Grundsjön samt i Långå vindpark som ligger strax norr om byn.

## Sport
Under sent 1990-tal fanns det en utomhusrink för ishockey vid gamla skolan, där under säsongerna 97/98-98/99 Långå IF hade sina hemmamatcher. Det fanns dock ett lag i Långå långt tidigare då matcherna spelades på Ljusnan. Långå IF övertog hockeylaget från Hede IK som hade fått ekonomiska problem, Långå IF klarade dock bara av att ha laget två säsonger. Under dessa två säsonger vann man endast tre matcher. Rinken finns inte kvar i byn idag utan den står idag i Lillhärdal.
Tidigare fanns det aktiva idrottare inom sporter så som: skotercross, simning, friidrott och längdskidåkning.
I Långå finns en skidbacke för familjeåkning, tennisbana, badplats (vid Stortjärn) och kanotturer på Ljusnan.

## Natur och friluftsliv
Långå är känt för sitt sportfiske, Långåfisket, som erbjuder varierande fiske med naturliga fiskbestånd av ädelfisk som öring, röding, harr och sik, kallat "Långåfiskets Big Four". Det finns även gädda, abborre och regnbåge. Den unika och omtalade Grundsjörödingen är en raritet. Flera åtgärder syftar till att långsiktigt säkra dess framtid.
Det finns flera olika naturtyper och kulturlandskap i och runt byn, bland annat branta berg runt dalgången, fjällandskap, fjällnära skogar, tjärnar, sjöar och vattendrag. Djurlivet är rikt med rariteter som lo, björn och järv. Kungsörn, fiskgjuse, berguv, sångsvan och tranor kan ses mitt i byn.

### Vattenfall

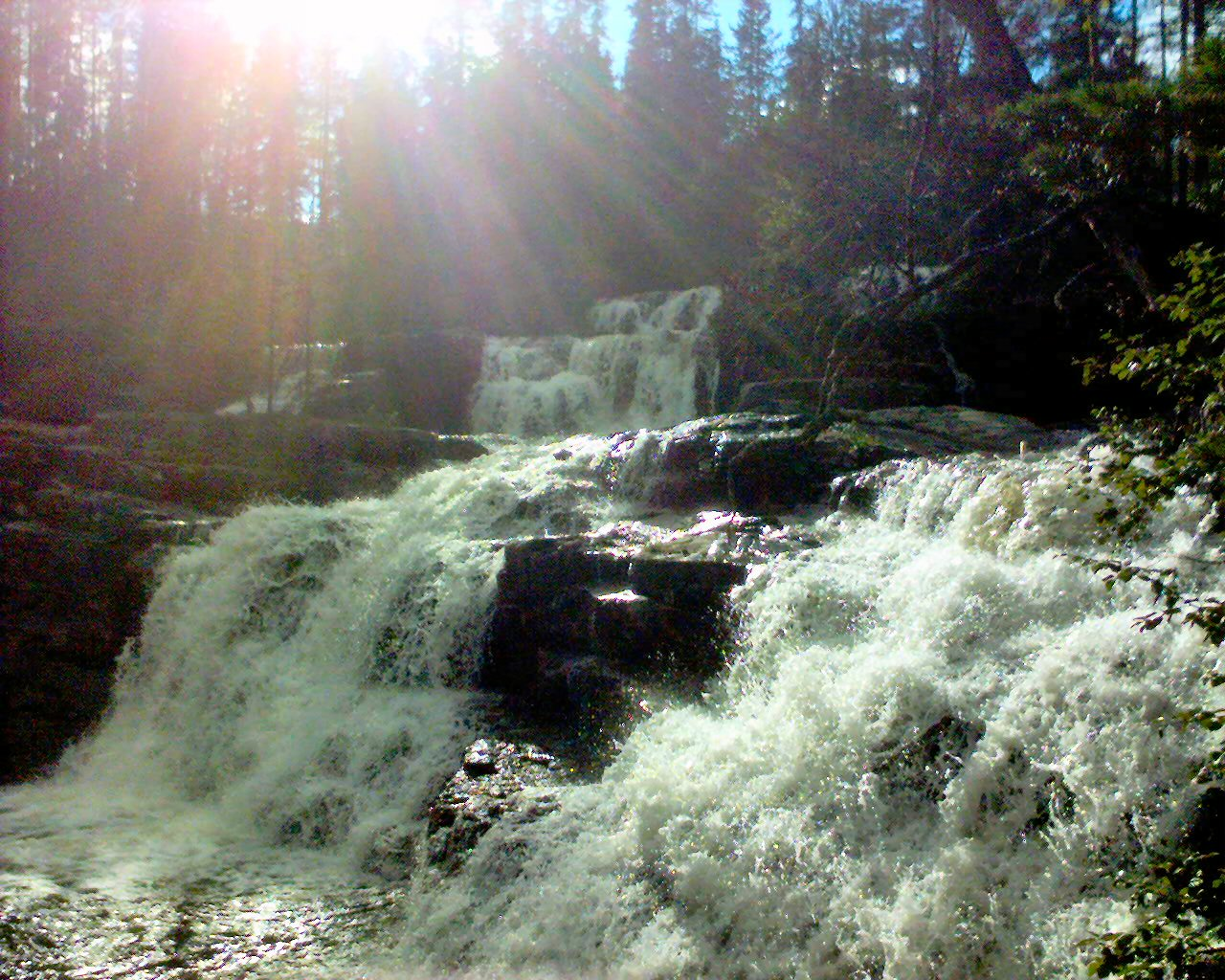
Rändåfallet under våren

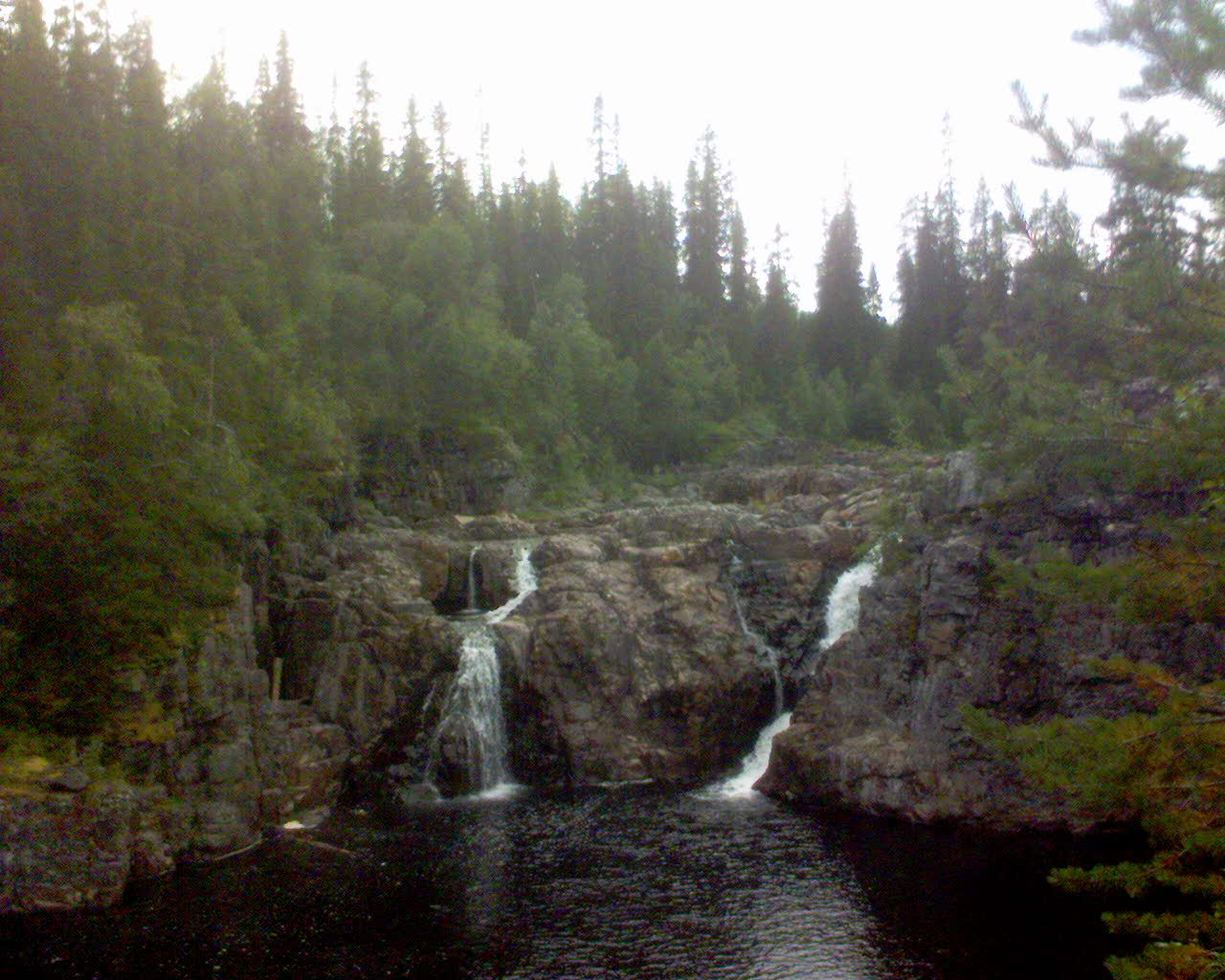
Mittåfallet under sensommaren

Strax väster om byn finns två vattenfall. Det enda av dem, Rändåfallet, består av flera stora och mindre fall som har riktigt mycket vatten i sig under våren. Fallen är fördelade över en nästan 1 km lång sträcka.
Mittåfallet består av ett stort och ett litet fall. I det större fallet letar sig vattnet under sommaren ut över kanten på två ställen medan de under vårfloden forsar ut i tre fåror i berget. På sommaren går det att vada ut till den mittre, torrlagda fåran och se ut över fallet. Det går också att bada mellan de övre och nedre fallen när det är lite vatten. Vid Mittåfallet finns också en kallkälla, bredvid det lilla fallet, som inte påverkas av vattnet i Mittån.